# Construccions de pedra seca XV (el Vilosell)
Construccions de pedra seca XV és una obra del Vilosell (Garrigues) inclosa a l'Inventari del Patrimoni Arquitectònic de Catalunya.

## Descripció
És una cabana de pedra seca de planta quadrada coberta amb falsa cúpula. En el seu interior hi ha un trespol fet amb bigues de fusta que va de punta a punta de la cabana al que s'hi accedia per una escala. La part inferior es dedica a estables i la superior, a l'habitacle humà.